# Rhipidion

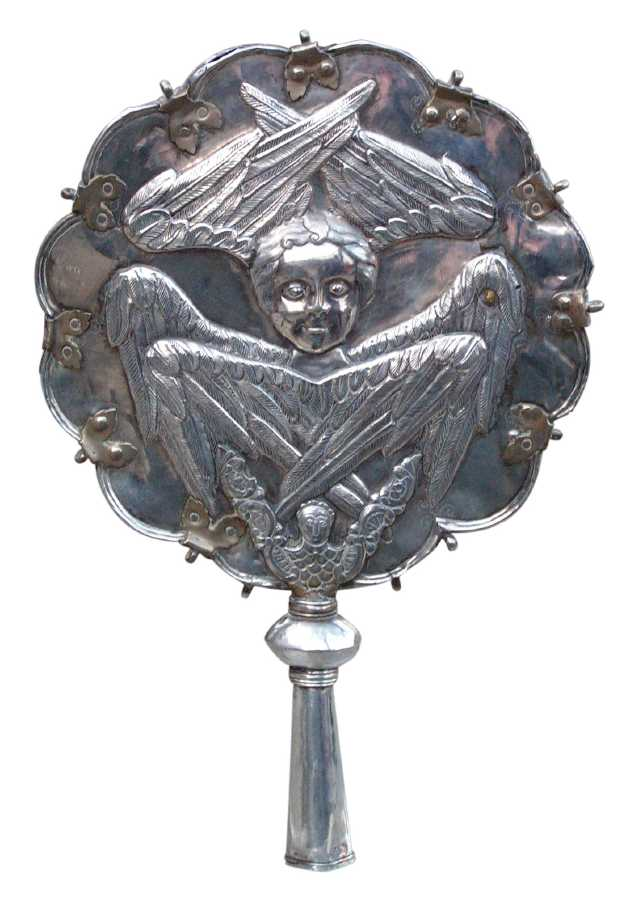
Rhipidionscheibe mit Seraph (seitlich sind ringsum Ösen zu sehen, an denen ursprünglich Glöckchen hingen)

Als Rhipidion (Mehrzahl Rhipidien, von griechisch ῥίπτω schleudern, fächern) bezeichnet man in den östlichen Kirchen ein liturgisches Gerät, das aus einer dünnen Metallscheibe besteht, die auf eine lange Stange  montiert ist.

## Herkunft
Das Rhipidion entwickelte sich aus dem Flabellum der antiken Kirche, einem Federfächer an langer Stange, der bei der Messe und anderen Gottesdiensten am Altar bewegt wurde, sowohl um Luft zuzufächeln, wie auch um Insekten von den Zelebranten bzw. vom Altar fernzuhalten.
Mit der Zeit entwickelte sich das sakrale Flabellum unabhängig von seinem ursprünglich praktischen Zweck zu einem liturgischen Symbol, um die Würde des Geschehens zu unterstreichen. Ähnliche Fächer gab es teils auch in den Hofzeremoniellen weltlicher Herrscher.
In die westliche Kirche gelangten die Flabellen aus dem Orient, verbreiteten sich hier nur mäßig und kamen spätestens um 1300 weitestgehend wieder außer Gebrauch; lediglich bei feierlichen Auftritten des Papstes wurden sie als reines Ehrensymbol, noch bis ins Pontifikat Paul VI. hinein, mitgetragen.
In den östlichen Liturgien blieben die Flabellen kontinuierlich in Gebrauch, zumeist entwickelten sich jedoch daraus Rhipidien.

## Zweck und Gestaltung

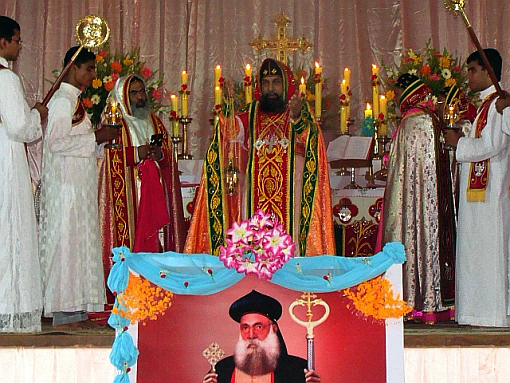
Kleriker tragen die Rhipidien bei einem syro-malankarischen Pontifikalamt

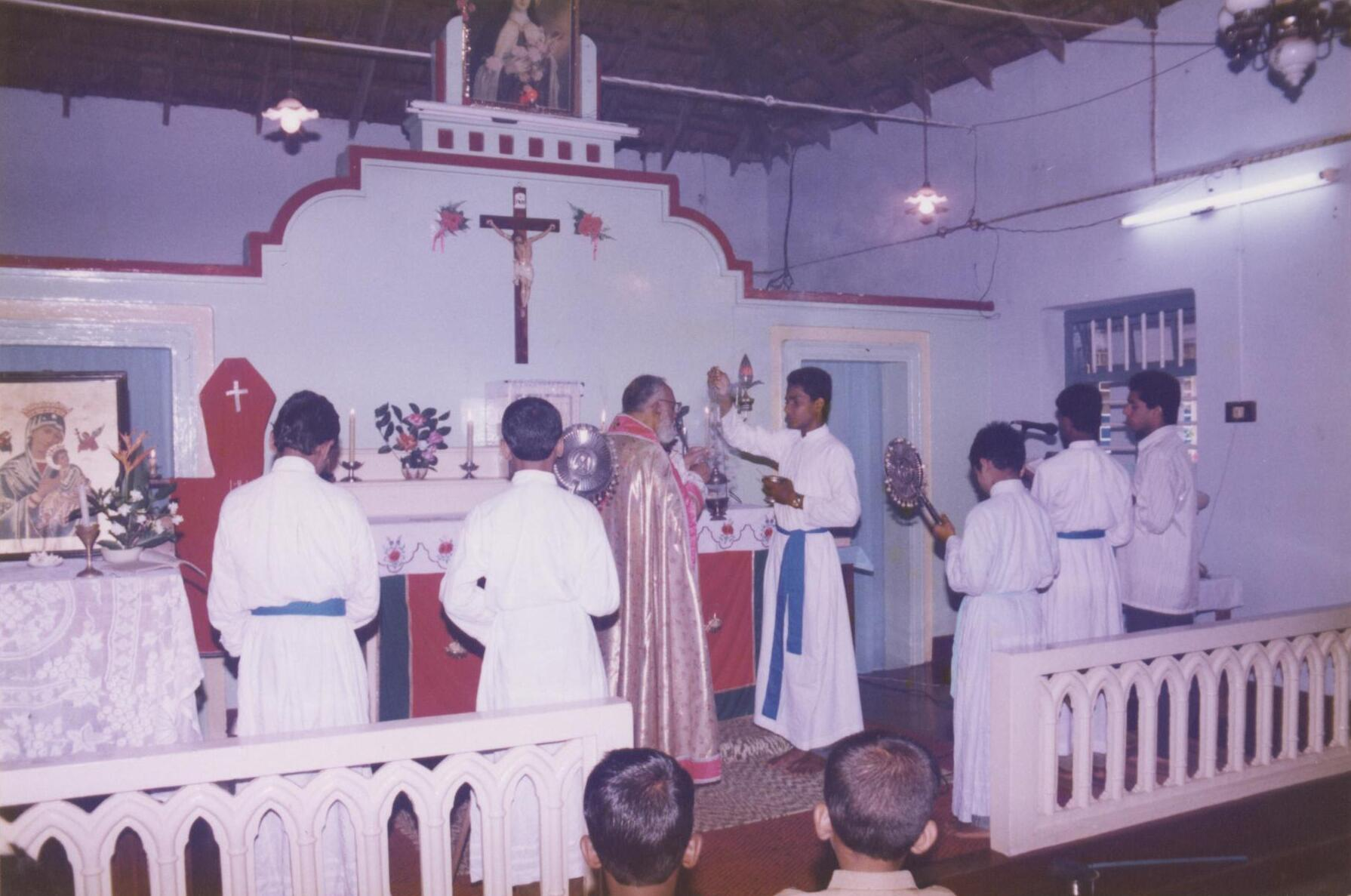
Syro-Malankarische Messe in Kerala, Indien. Die beiden mittleren Ministranten halten die Rhipidien und fächern damit.

Das Rhipidion ist eine runde, dünne Metallscheibe an langer Stange, die in den orientalischen Liturgien, sowohl der autokephalen Gemeinschaften, als auch der katholischen Kirche, eingesetzt wird. In vielen dieser Riten stellen die Rhipidien reine Ehren- oder auch Statussymbole dar, die schmückend im Altarraum stehen bzw. zur Erhöhung der liturgischen Festlichkeit, etwa bei Prozessionen und als Ehrenaccessoire für den Bischof, zuweilen mitgetragen werden. Da man damit wedeln bzw. fächern kann und die Metallscheibe meist eine Seraphendarstellung trägt, sagt man auch, es werde damit die Anwesenheit der fliegenden Engel symbolisiert.
In den Gottesdiensten der antiochenischen Liturgiefamilie hat das Rhipidion eine Sonderstellung. Neben der rein zeremoniellen Verwendung als Ehren- bzw. Statussymbol dient es hier bei jeder Messe dazu, die wichtigsten Augenblicke visuell und akustisch zu kennzeichnen bzw. feierlich zu unterstreichen. Dort sind an den Rhipidienscheiben kleine Glöckchen, Metallringe oder Metallzungen befestigt, die beim Fächern einen klingelnden bzw. metallisch surrenden Ton abgeben. Auch hier liegt wieder die Symbolik der flügelschlagenden und musizierenden Engel zugrunde. Im Verlauf der Eucharistiefeier wird damit besonders beim Trisagion, beim Sprechen der Einsetzungsworte sowohl über das Brot wie über den Kelch, als auch bei der Epiklese und der Erhebung der konsekrierten Gestalten, mehrfach kräftig gewedelt. Diese Handhabung hat in der westlichen Kirche ihr Gegenstück in den Altarschellen.
Die Rhipidien sollen normalerweise paarweise eingesetzt und von Klerikern bedient werden; so geschieht es meist bei Pontifikalgottesdiensten. Im täglichen Gebrauch übernehmen dies jedoch gewöhnlich Ministranten.